# Kreis Schwerin-Land

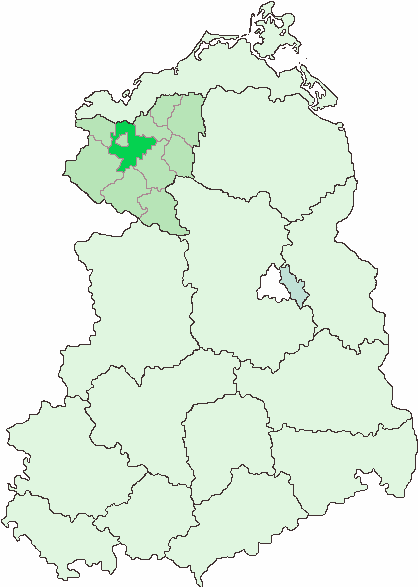
Lage des Kreises Schwerin-Land
im Bezirk Schwerin

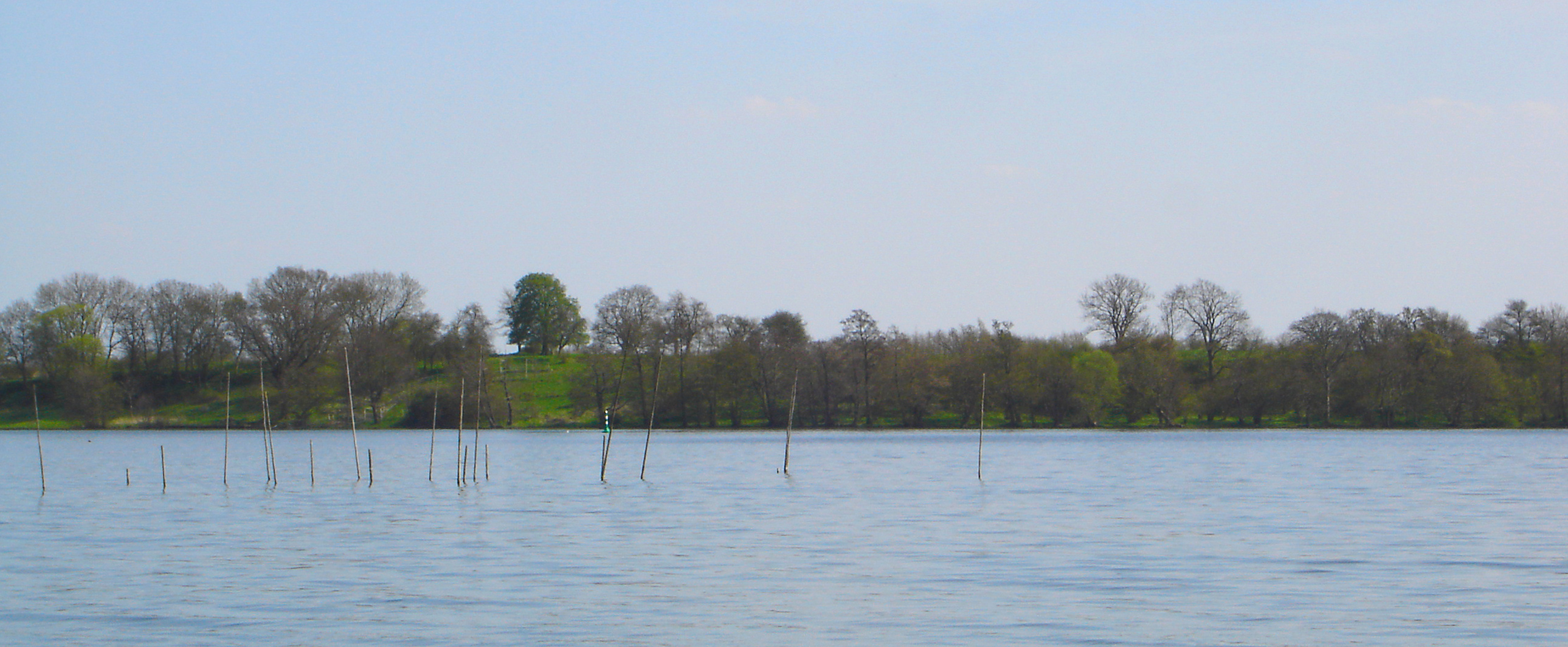
Insel Lieps im Schweriner See

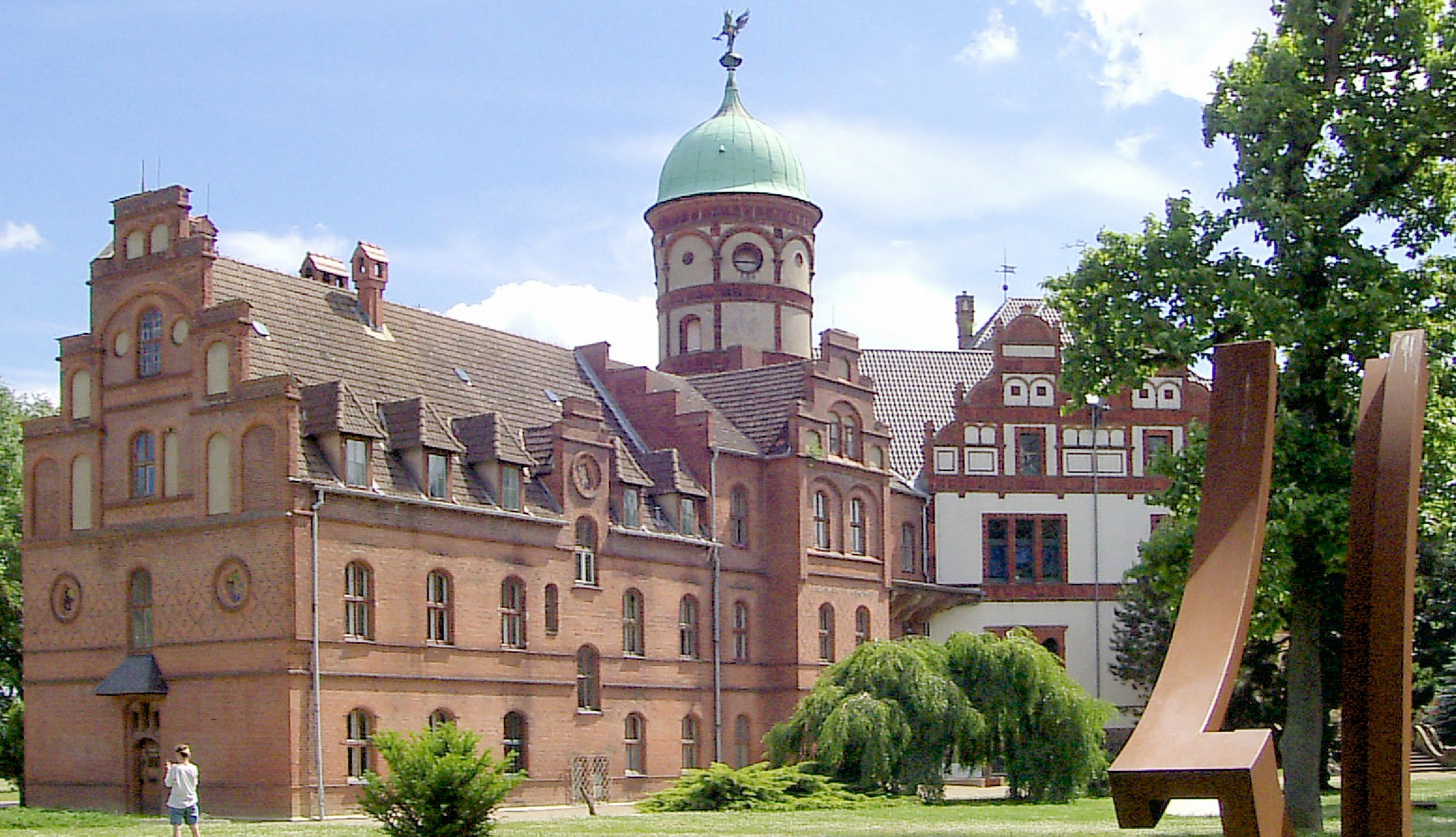
Schloss Wiligrad, bis 1990 Ausbildungsstätte der Volkspolizei

Der Kreis Schwerin-Land war ein Kreis im Bezirk Schwerin in der DDR. Ab dem 17. Mai 1990 bestand er als Landkreis Schwerin fort. Sein Gebiet gehört heute zu den Landkreisen Ludwigslust-Parchim und Nordwestmecklenburg in Mecklenburg-Vorpommern. Der Sitz der Kreisverwaltung befand sich in der Stadt Schwerin, die selbst nicht dem Kreis angehörte.

## Geografie

### Lage
Das Kreisgebiet umfasste fast den ganzen Nordteil des Schweriner Sees (Außensee ohne Insel Lieps), die hügeligen Gebiete westlich, östlich und südöstlich des Sees sowie flache und bewaldete Flächen im Süden bis zum Niederungsgebiet der Lewitz. Die Nordsee-Ostsee-Wasserscheide verlief in Nord-Süd-Richtung durch den Kreis. Während der Schweriner See mit dem Abfluss Stör über die Elde zur Nordsee entwässert, fließt die Warnow im Osten des Kreisgebietes zur Ostsee. Zu den größeren Seen im Kreis Schwerin-Land zählten der Cambser See, der Pinnower See und der Barniner See. Die höchste Erhebung bildete der Homberg nahe Cambs-Kleefeld mit 98 m ü. NN.

### Fläche und Einwohnerzahl
Die Fläche des Kreises betrug 857 km². Das entsprach 9,9 % der Fläche des Bezirks Schwerin.
Die Einwohnerzahl betrug im Jahr 1985 etwa 34.200. Das waren 5,8 % der Einwohner des Bezirks. Die Bevölkerungsdichte belief sich auf 40 Einwohner je km².

### Nachbarkreise
Der Kreis Schwerin-Land umschloss den Stadtkreis Schwerin vollständig und grenzte im Nordwesten an den Kreis Grevesmühlen, im Westen an den Kreis Gadebusch, im Südwesten an den Kreis Hagenow, im Süden an den Kreis Ludwigslust, im Südosten an den Kreis Parchim, im Nordosten an den Kreis Sternberg und im Norden an den Kreis Wismar.

## Geschichte
Der ehemalige mecklenburgische Landkreis Schwerin, der aus dem Amt Schwerin hervorging, wurde bei der Auflösung der Länder am 25. Juli 1952 geteilt. Aus dem Nordwestteil des Gebietes entstand der neue Kreis Gadebusch, der größere Rest gehörte als Kreis Schwerin-Land dem neu gebildeten Bezirk Schwerin an. Am 1. Juli 1961 wechselte die Gemeinde Kraak aus dem Kreis Hagenow in den Kreis Schwerin-Land. Am 1. Januar 1970 schied die Gemeinde Wüstmark aus dem Kreis aus und wurde Teil des Stadtkreises Schwerin.
Der Kreis kam am 3. Oktober 1990 in das neu gegründete Land Mecklenburg-Vorpommern innerhalb des Beitrittsgebietes zur Bundesrepublik Deutschland. Am 12. Juni 1994 wurde der Kreis (seit dem 17. Mai 1990 als Landkreis Schwerin bezeichnet) aufgelöst und in drei Teile geteilt: der Nordwesten fiel dem neu gegründeten Landkreis Nordwestmecklenburg zu, der Südosten und der Osten kamen zum Landkreis Parchim, und der Südwest- und Südteil wurden in den Landkreis Ludwigslust eingegliedert.

## Wappen
| Wappen von Kreis Schwerin-Land | Blasonierung: „In Blau eine von Rot und Gold geteilte linke Flanke, begleitet von einem silbernen Pferdekopf.“ |
| Wappen von Kreis Schwerin-Land | Wappenbegründung: Das Wappen des Kreises Schwerin wurde in Anlehnung an die Siegel der Grafen von Schwerin gestaltet. Das älteste bekannte Siegelbild aus dem Jahr 1217 zeigt eine Lilienstaude zwischen zwei aufgerichteten, abgewendeten, rückschauenden Lindwürmern. Graf Helmold III. führte hingegen ab 1270 ein schreitendes Ross als Siegelbild ein. Ab 1317 ist ein geteilter Schild in den Farben Rot und Gold als Siegelbild überliefert. Dieses Wappenbild wurde nach dem Kauf der Grafschaft in der zweiten Hälfte des 14. Jahrhunderts Teil des Herrschaftszeichens der Herzöge von Mecklenburg. Das Wappenbild folgt dem Gestaltungsgrundsatz des pars pro toto. Der Pferdekopf und die Farben der Flanke erinnern an die Grafschaft Schwerin, die im Jahr 1167 gegründet wurde und bis Ende 1358 den größten Teil des Kreisgebiets umfasste. Der Pferdekopf stellt auch eine Verbindung zur Landeshauptstadt Schwerin her, die gleichzeitig der Kreissitz ist. Darüber hinaus symbolisiert das Wappenbild den Kreis als eine Region mit einer starken landwirtschaftlichen Prägung und ländlichen Lebensweise. Das Wappen des Landkreises Schwerin wurde am 16. Oktober 1992 durch das Ministerium des Innern genehmigt und unter der Nr. 37 in der Wappenrolle von Mecklenburg-Vorpommern registriert. Es wurde von dem Wismarer Heraldiker Roland Bornschein gestaltet. |

## Wirtschaft und Infrastruktur
Land- und Forstwirtschaft spielten die Hauptrolle im Kreis Schwerin-Land, dem am dünnsten besiedelten Kreis im Bezirk Schwerin. Im Forst Gädebehn nahe Crivitz war die größte Forstbaumschule der DDR ansässig.
Die Hauptverkehrsachsen im Kreis liefen strahlenförmig auf Schwerin zu. Die Autobahn Schwerin-Berlin verlief ebenso durch das Gebiet des Kreises wie die F 104, die F 106 und die F 321. Dies traf auch für die Bahnlinien zu (Strecken Schwerin-Berlin, Schwerin-Wismar/Rostock). Die Bahnlinien von Schwerin nach Gadebusch, nach Hagenow und nach Parchim waren von untergeordneter Bedeutung.

## Bilder

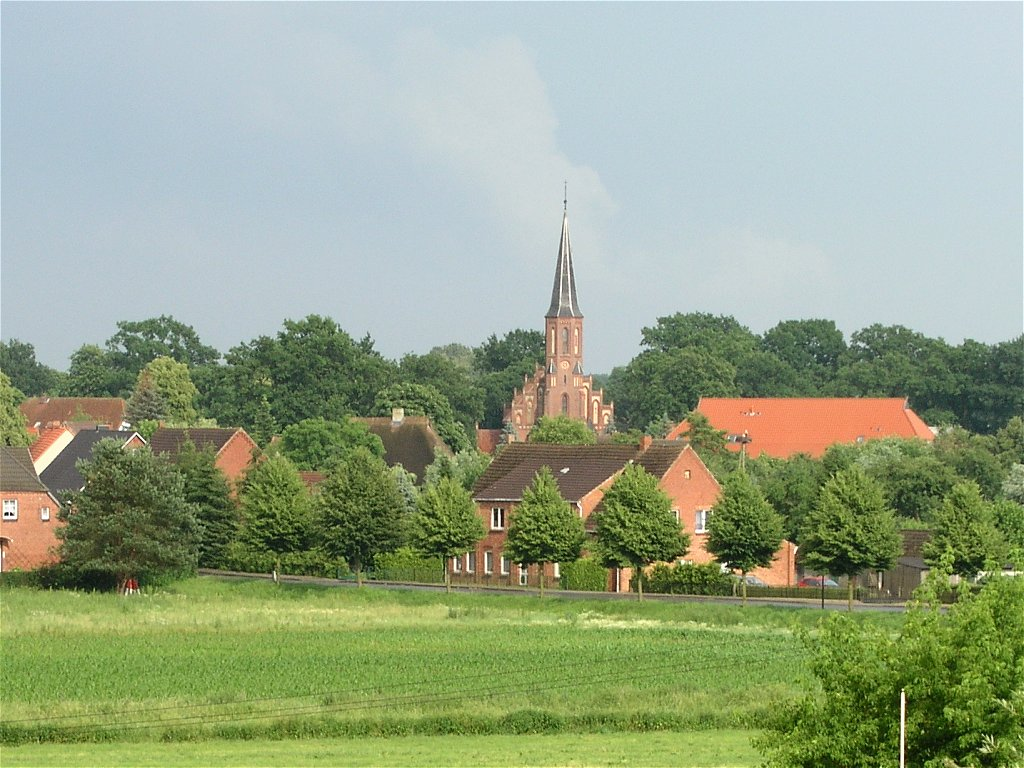
Banzkow
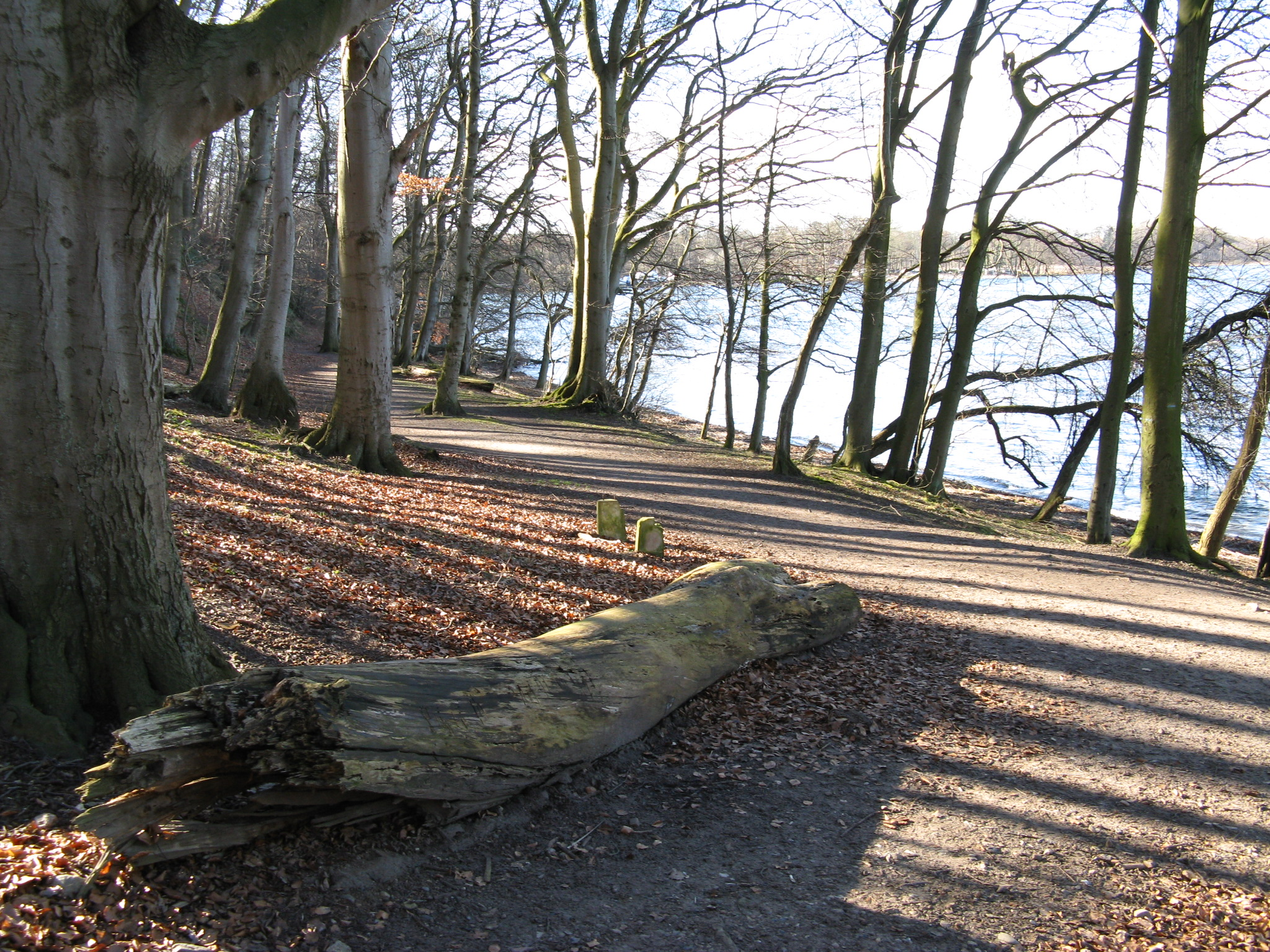
Landschaftspark am Schweriner See in Raben Steinfeld
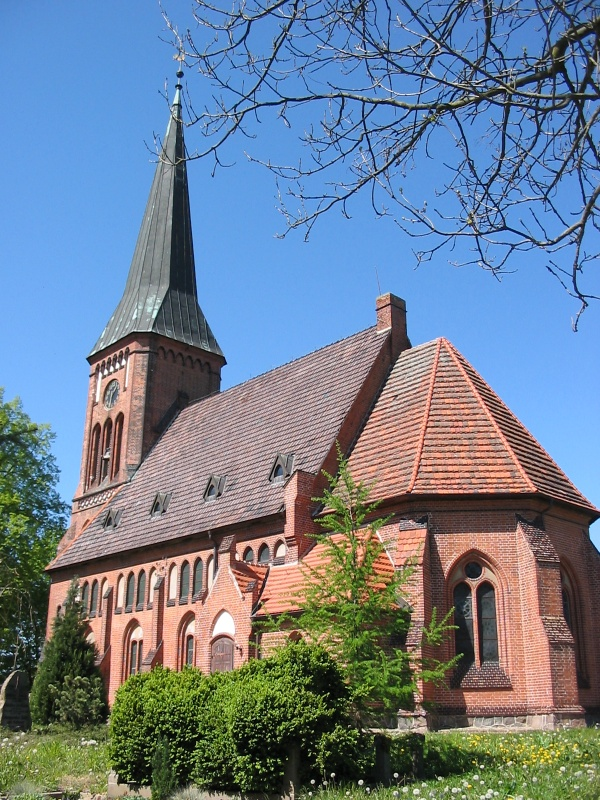
Kirche in Pampow
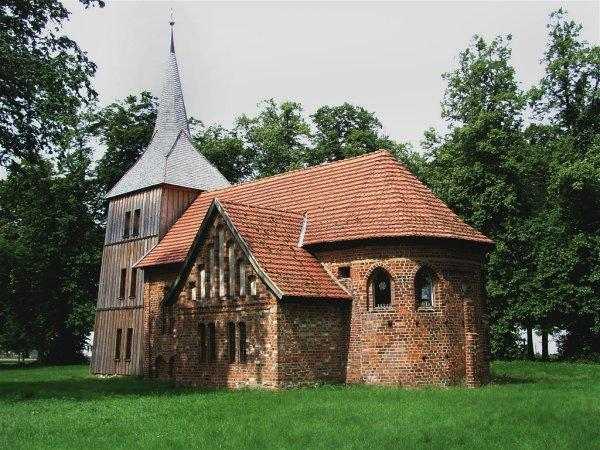
Dorfkirche in Sülstorf

## Städte und Gemeinden
Der Landkreis Schwerin hatte am 3. Oktober 1990 47 Gemeinden, davon eine Stadt:
| - Alt Meteln - Banzkow - Barnin - Böken - Brüsewitz - Bülow - Cambs - Cramonshagen - Crivitz, Stadt - Dalberg-Wendelstorf - Demen - Dorf Zapel - Dümmer - Gädebehn - Gneven - Godern | - Göhren - Goldenstädt - Grambow - Holthusen - Klein Rogahn - Klein Trebbow - Langen Brütz - Leezen - Lübesse - Lübstorf - Pampow - Pingelshagen - Pinnow - Plate - Raben Steinfeld - Rastow | - Retgendorf - Rubow - Ruthenbeck - Schossin - Seehof - Stralendorf - Sukow - Sülstorf - Tramm - Uelitz - Warsow - Wessin - Wittenförden - Zickhusen - Zülow |

Ehemalige Gemeinden
- Consrade, am 1. Juli 1961 zu Plate
- Dalberg, am 1. Januar 1960 zu Dalberg-Wendelstorf
- Drispeth, am 15. Januar 1973 zu Zickhusen
- Dutzow, am 1. Juli 1969 zu Kneese
- Flessenow, am 1. Januar 1958 zu Rubow
- Groß Brütz, am 1. Januar 1974 zu Brüsewitz
- Görslow, am 23. Februar 1976 zu Leezen
- Herren Steinfeld, am 1. Januar 1974 zu Brüsewitz
- Jamel, am 1. Juli 1961 zu Goldenstädt
- Kirch Stück, am 1. November 1973 zu Klein Trebbow
- Kleefeld, am 1. November 1973 zu Cambs
- Kothendorf, am 15. Januar 1973 zu Warsow
- Kraak, am 1. Januar 1974 zu Rastow
- Kritzow, am 1. April 1973 zu Langen Brütz
- Liessow, am 1. Januar 1958 zu Rubow
- Mirow, am 1. Januar 1974 zu Banzkow
- Mühlenbeck, am 1. November 1973 zu Schossin
- Neu Schlagsdorf, am 15. Januar 1973 zu Retgendorf
- Peckatel, am 15. Januar 1973 zu Plate
- Prestin, am 15. Januar 1973 zu Bülow
- Rampe, am 15. Januar 1973 zu Leezen
- Rugensee, am 1. Januar 1974 zu Lübstorf
- Runow, am 15. Januar 1973 zu Bülow
- Sülte, am 15. Januar 1973 zu Sülstorf
- Venzkow, am 1. Januar 1970 zu Demen
- Walsmühlen, am 15. Januar 1973 zu Dümmer
- Wendelstorf, am 1. Januar 1960 zu Dalberg-Wendelstorf
- Wüstmark, am 1. Januar 1970 zur Stadt Schwerin
- Zittow, am 15. Januar 1973 zu Leezen

## Kfz-Kennzeichen
Den Kraftfahrzeugen (mit Ausnahme der Motorräder) und Anhängern wurden von etwa 1974 bis Ende 1990 dreibuchstabige Unterscheidungszeichen, die mit den Buchstabenpaaren BP, BR, BS und BT begannen, zugewiesen. Die letzte für Motorräder genutzte Kennzeichenserie war BY 00-01 bis BY 25-00.
Anfang 1991 erhielten der Landkreis und die Stadt Schwerin das Unterscheidungszeichen SN. Es wurde im Landkreis bis zum 11. Juni 1994 ausgegeben.